# Olaberría
Olaberria település Spanyolországban, Gipuzkoa tartományban. Olaberría Idiazabal, Beasain és Lazkao községekkel határos. Lakosainak száma 934 fő (2024).

## Népesség
A település népessége az utóbbi években az alábbiak szerint változott:
| Lakosok száma | 936  | 918  | 920  | 968  | 937  | 957  | 941  | 953  | 938  | 934  |
|               | 2001 | 2004 | 2006 | 2009 | 2011 | 2014 | 2016 | 2019 | 2021 | 2024 |